# Анджич, Родолюб
Родолюб Анджич (серб. Родољуб Анђић, род. 8 октября 1947, Фойница, СФРЮ) — сербский генерал и военный деятель, военачальник Войска Республики Сербской в период войны в Боснии и Герцеговине.

## Биография
Родолюб Анджич родился 8 октября 1947 года в селе Фойница в общине Гацко в семье Велько и Любицы Анджич. В родном селе окончил начальную школу, затем гимназию в Сараеве. Военное образование получил в Военной академии Югославской народной армии, Командно-штабной школе тактики Сухопутных войск и Школе национальной обороны. Служил в гарнизонах в Призрене, Урошеваце, Пече, Бачка-Тополе, Билече и Биелине.
Начало распада Югославии встретил в звании подполковника. В 1992 году ему досрочно было присвоено звание полковника, а в 1996 году — генерал-майора. 
15 мая 1992 года Родолюб Анджич присоединился к Войску Республики Сербской. В ноябре 1993 года был назначен командиром 18-й Герцеговинской легкопехотной бригады, которую возглавлял до конца войны. В 1995 году был легко ранен. После окончания боевых действий служил в штабе 7-го корпуса, затем был его командиром. Уволен на пенсию по собственному желанию в 1999 году. 
Женат. Отец троих детей.

## Награды
- Югославия Орден за военные заслуги с серебряными мечами
- Югославия Орден народной армии с серебряной звездой
- Югославия Орден народной армии с золотой звездой
- Югославия Орден заслуг перед народом с золотой звездой
- Республика Сербская Звезда Карагеоргия второй степени